# Vrsi
Vrsi (italienisch Verchè) ist ein Ort in Kroatien.
Vrsi (in altkroatisch „na vrhu“, Mehrzahl von „Anhöhe, Auf dem Hügel“) ist ein ehemaliges Fischerdorf. Heute lebt es hauptsächlich vom Tourismus und befindet sich 6 km nordöstlich der ältesten Stadt Kroatiens Nin, welche bekannt ist für die kleinste Kathedrale der Welt.
Geographisch befindet es sich am nördlichsten Ende von Dalmatien. Vrsi gehört zur Gespanschaft Zadar, ist seit 2011 aber eine eigene Gemeinde und verwaltet sich selbst.
Das alte Dorf Vrsi wird hauptsächlich von älteren Menschen bewohnt, die Jüngeren und die Neuankömmlinge siedeln sich hauptsächlich in Vrsi-Mulo an. Der größte Arbeitgeber vor Ort ist der Bauunternehmer MARAS d.o.o. In Vrsi gibt es eine Schule namens Petar Zoranić.

## Geschichte
Vrsi wurde im 13. Jahrhundert gegründet. Die ersten schriftlichen Erwähnungen stammen aus den Jahren 1387 und 1488. In den Türkenkriegen wurde der Ort mehrmals zerstört und schließlich ca. 1 km weiter östlich wieder aufgebaut.